# ألويس شفارتز
ألويس شفارتز (بالألمانية: Alois Schwarz) (و. 1952  م) هو عالم عقيدة، وكاهن كاثوليكي نمساوي.

## مناصب
تولى منصب أسقف كاثوليكي (منذ 22 فبراير 1997)
- Bishop of Gurk [الإنجليزية]‏ (منذ 1997)
- مطران  [لغات أخرى]‏
- أسقف عنواني  [لغات أخرى]‏
- مطران  [لغات أخرى]‏
- Roman Catholic Bishop of Sankt Pölten ‏
- أسقف مساعد  [لغات أخرى]‏[3]

.

## التعليم
تعلم في جامعة فيينا
.